# Zdechły Osa
Zdechły Osa, właśc. Daniel Wójtowicz (ur. 25 kwietnia 1997 we Wrocławiu) – polski wokalista i autor tekstów, tworzący melorecytacje w stylistyce z pogranicza new age i kilku innych gatunków muzycznych (rap, hardcore hip hop, trap, emo rap).
Związany z Wrocławiem (osiedle Gądów, nazywane przez wrocławian „osiedlem kosmonautów” lub „kosmosem”, co często pojawia się w jego twórczości). Przez krytyków wiązany z poetyką Arthura Rimbauda, Rafała Wojaczka i twórczością grupy Dezerter.

## Twórczość

### Albumy
| Rok  | Album                                                                                                   | Pozycja na liście | Certyfikat            | Sprzedaż     |
| Rok  | Album                                                                                                   | POL               | Certyfikat            | Sprzedaż     |
| ---- | --- | ----------------- | --------------------- | ------------ |
| 2021 | Sprzedałem dupe - Wydany: 28 maja 2021 - Wydawca: Warner Music Poland - Format: CD, digital download    | 7                 | ZPAV: platynowa płyta | POL: 30 000+ |
| 2023 | Breslau Hardcore - Wydany: 17 lutego 2023 - Wydawca: Warner Music Poland - Format: CD, digital download | 5                 |                       |              |

### EP
- Stage_diving (2016)[24]
- poznaj osę (2018)[24]
- Zdechły Osa and Destroy (2018)[24]
- 123 (2018)[25]
- HELLONLINE (2019)[26]

### Single
| Rok  | Tytuł                           | Certyfikat               | Album           |
| ---- | ------------------------------- | ------------------------ | --------------- |
| 2020 | „Zakochałem się w twojej matce” | - ZPAV: złota płyta      | Sprzedałem dupe |
| 2021 | „Patolove”                      | - ZPAV: diamentowa płyta | Sprzedałem dupe |
| 2021 | „Dla smutnych laseczek”         | - ZPAV: złota płyta      |                 |

## Nagrody i nominacje
| Rok  | Konkurs                                                      | Kategoria                 | Tytułem          | Nota       | Źródło |
| ---- | ------------------------------------------------------------ | ------------------------- | ---------------- | ---------- | ------ |
| 2021 | Nagroda muzyczna „Gazety Wyborczej” im. Roberta Sankowskiego | Całokształ twórczości     | Zdechły Osa      | 2. miejsce | [ 30 ] |
| 2021 | Fryderyki 2021                                               | Fonograficzny Debiut Roku | Zdechły Osa      | Nominacja  | [ 31 ] |
| 2022 | Fryderyki 2022                                               | Album Roku Hip-Hop        | Sprzedałem dupe  | Nominacja  | [ 31 ] |
| 2024 | Fryderyki 2024                                               | Album Roku Hip-Hop        | Breslau Hardcore | Nominacja  | [ 32 ] |